# Grande-Comorebuulbuul
De Grande-Comorebuulbuul (Hypsipetes parvirostris) is een zangvogel uit de familie Pycnonotidae (buulbuuls).

## Verspreiding en leefgebied
Deze soort is endemisch op Grande Comore, een eiland in de Indische Oceaan behorende tot de Comoren.

## Status
De grootte van de populatie wordt geschat op 2500-10.000 volwassen vogels. Het verspreidingsgebied is klein en de aantallen nemen af door habitatverlies. Op de Rode lijst van de IUCN heeft deze soort daarom de status gevoelig.